# Équipe de Jordanie des moins de 17 ans de football
Maillots
L'équipe de Jordanie des moins de 17 ans est une sélection de joueurs de moins de 17 ans au début des deux années de compétition placée sous la responsabilité de la Fédération de Jordanie de football. 
L'équipe a atteint une fois les quarts de finale de la Coupe d'Asie des nations des moins de 16 ans mais en revanche n'a jamais participé à la Coupe du monde des moins de 17 ans.

## Parcours en Coupe d'Asie des nations de football des moins de 16 ans
- 1985 : Non inscrit
- 1986 : Non qualifiée
- 1988 : Non qualifiée
- 1990 : 1er tour
- 1992 : Non qualifiée
- 1994 : Non qualifiée
- 1996 : Non qualifiée
- 1998 : Non qualifiée
- 2000 : Non qualifiée
- 2002 : Non qualifiée
- 2004 : Non qualifiée
- 2006 : Non qualifiée
- 2008 : Non qualifiée
- 2010 : Quart de finaliste
- 2012 : Forfait
- 2014 : Non qualifiée
- 2016 : Non qualifiée
- 2018 : 1er tour
- 2023 : À venir

## Parcours en Coupe du monde des moins de 17 ans
- 1985 : Non qualifiée
- 1987 : Non qualifiée
- 1989 : Non qualifiée
- 1991 : Non qualifiée
- 1993 : Non qualifiée
- 1995 : Non qualifiée
- 1997 : Non qualifiée
- 1999 : Non qualifiée
- 2001 : Non qualifiée
- 2003 : Non qualifiée
- 2005 : Non qualifiée
- 2007 : Non qualifiée
- 2009 : Non qualifiée
- 2011 : Non qualifiée
- 2013 : Non qualifiée
- 2015 : Non qualifiée
- 2017 : Non qualifiée
- 2019 : Non qualifiée
- 2019 : Non qualifiée
- 2023 : À venir